# Sycyna Południowa
Sycyna Południowa – wieś w Polsce położona w województwie mazowieckim, w powiecie zwoleńskim, w gminie Zwoleń, przy drodze krajowej nr 79.
W skład sołectwa Sycyna wchodzą: Sycyna Południowa, Sycyna Północna, Sycyna-Kolonia oraz Drozdów.
Wieś powstała w styczniu 2002 roku, mocą rozporządzenia ministra spraw wewnętrznych i administracji, wskutek podziału wsi Sycyna na Sycynę Północną i Sycynę Południową.
Historia wsi Sycyna została opisana w artykule: Sycyna Północna. 
Wierni Kościoła rzymskokatolickiego należą do parafii Niepokalanego Poczęcia NMP w Jasieńcu Soleckimj.

## Zabytki
- Kapliczka upamiętniająca bitwę pod Chocimiem (1621), w okolicy miejsca położenia nieistniejącego dworu Kochanowskich[7].
- Zespół dworski, XIX-XX, nr rej.: 430/A z 16.05.1990:[potrzebny przypis]
  - oficyna (ruina trwała)
  - spichrz (młyn)
  - wiata magazynowa (wozownia)
  - pozostałości parku
- Fundamenty dworu Kochanowskich (stanowisko Przy Stawach), 20×14 metrów, zbudowany w XV wieku, przebudowany w XVI wieku. Tutaj wychowywał się Jan Kochanowski do czasów studiów w Akademii Krakowskiej. Na podstawie analizy wątków architektonicznych, układu warstw i datowania odkrytych zabytków określono fazy funkcjonowania zespołu i ustalono ich datowanie. Odkryty dwór był budowlą jednopiętrową i miał charakter mieszkalno-reprezentacyjny. Chronologia zabytków wskazuje czas powstania dworu – najwcześniej w XV wieku. Budynek został więc zbudowany przed 1530, czyli datą urodzenia Jana Kochanowskiego[8]. W XVIII wieku przebudowany na budynek gospodarczy. W XIX wieku zbudowano na jego miejscu dwór Czaplińskich, zburzony w latach 70. XX wieku. W 2011 roku uczytelniono fundamenty dworu z XVI wieku, a w 2012 roku zrekonstruowano park.